# جاسوسي (فلم)
جاسوسي (بالإنجليزية: My Spy) هو فيلم كوميدي أمريكي تم إصداره عام 2020 من إخراج بيتر سيغال، و بطولة ديف باوتيستا، وكلوي كولمان، وكريستين شال، و كين جيونغ.

## ملخص قصة
أحد عملاء السي آي إيه الأقوياء، يجد نفسه تحت رحمة طفلة صغيرة تبلغ من العمر 9 سنوات، بعد أن تم إرساله سريًا لمراقبة أسرتها.

## الممثلين
| الرقم | الممثل(ة)         | الدور/الوظيفة |
| ----- | ----------------- | ------------- |
| 1     | ديف باتيستا       | جي جي         |
| 2     | كين جيونج         | كيم           |
| 3     | كلو كولمان        | صوفي          |
| 4     | باريسا فيتس هينلي | كيت           |
| 5     | سيما فيشر         | الأم          |
| 6     | كريستين شال       | بوبي          |

## روابط خارجية
مقالات تستعمل روابط فنية بلا صلة مع ويكي بيانات